# Священство Мелхіседекове
Священство Мелхіседекове — у мормонізмі найвищий із двох орденів священства, іншим є священство Ааронове.

Як пояснював Бойд К. Пекер, апостол у найбільшій деномінації мормонізму, Церкві Ісуса Христа Святих Останніх Днів (Церква LDS): «Патріарший порядок — це не третє, окреме священство. Все, що стосується патріаршого порядку, охоплює Мелхиседекове священство. „Усі інші органи влади або посади в церкві є придатками священства [Мелхиседека]“. Патріарший порядок є частиною Мелхиседекового священства, яке дозволяє наділеним і гідним людям головувати над своїм потомством у часі та вічності.»
У мормонізмі, на відміну від більшості інших християнських конфесій, вважається, що священство Мелхіседека виконують звичайні смертні.

Джозеф Сміт навчав, що це священство було на землі, оскільки Адам отримав його і передав його своїм синам Авелю та Сетові, і воно було надане послідовно першим біблійним патріархам. Ной був священиком, як і Авраам, Ісаак та Яків. Воно залишалося на землі до часів Мойсея і було би передане ізраїльтянам, якби вони були гідні цього.
Священство Мелхіседекове було відновлене Богом через Дж. Сміта, засновника і першого президента Церкви Ісуса Христа Святих останніх днів, мормонів. У мормонів є чини старійшини, первосвященника, патріарха, семидесятника й апостола.